# Erich Berger
Erich Berger (* 28. März 1910 in Sackisch, Landkreis Glatz, Provinz Schlesien; † 10. Januar 2003 in Berlin) war ein deutscher Politiker (CDU).
Erich Berger besuchte eine Volksschule und machte eine Lehre als Schneider. Anschließend besuchte er eine Textilabendschule. Nach der Meisterprüfung 1935 machte er sich als Schneidermeister selbständig. 1939 wurde er von der Wehrmacht eingezogen.
Nach dem Zweiten Weltkrieg trat Berger 1945 der CDU bei und wurde Inhaber eines Maßschneidereibetriebs. Ab 1952 hatte er ein Einzelhandelsgeschäft. Bei der Berliner Wahl 1954 wurde er in die Bezirksverordnetenversammlung (BVV) im Bezirk Reinickendorf gewählt. Er wurde ehrenamtlicher Richter beim Landessozialgericht Berlin. Nach 15 Jahren Tätigkeit in der BVV Reinickendorf rückte Berger im November 1969 in das Abgeordnetenhaus von Berlin nach, da Ernst Lemmer erneut in den Bundestag eingezogen war. Berger schied im März 1975 aus dem Parlament aus.